# Hydraena serricollis
Hydraena serricollis är en skalbaggsart som beskrevs av Thomas Vernon Wollaston 1864. Hydraena serricollis ingår i släktet Hydraena och familjen vattenbrynsbaggar. Inga underarter finns listade i Catalogue of Life.